# Käferberg
Der Käferberg (571 m ü. M.) bildet zusammen mit dem höheren Nebengipfel Waidberg (582 m ü. M.) und dem westlich angrenzenden Hönggerberg (541 m ü. M.) einen Hügelzug in der Stadt Zürich und ist einer ihrer Hausberge.

## Lage
Der Käferberg (Chäferberg) und der Waidberg sind die höchsten Erhebungen eines länglichen Hügelzugs nördlich der Limmat zwischen dem Bucheggplatz und der ETH Hönggerberg, der sogenannten Science City. Westlich des Höhenplateaus (520 m ü. M.) des ETH-Campus' liegt der bis ins Wohnquartier Rütihof reichende Hönggerberg, dessen höchster Punkt im sogenannten Bergholz liegt.

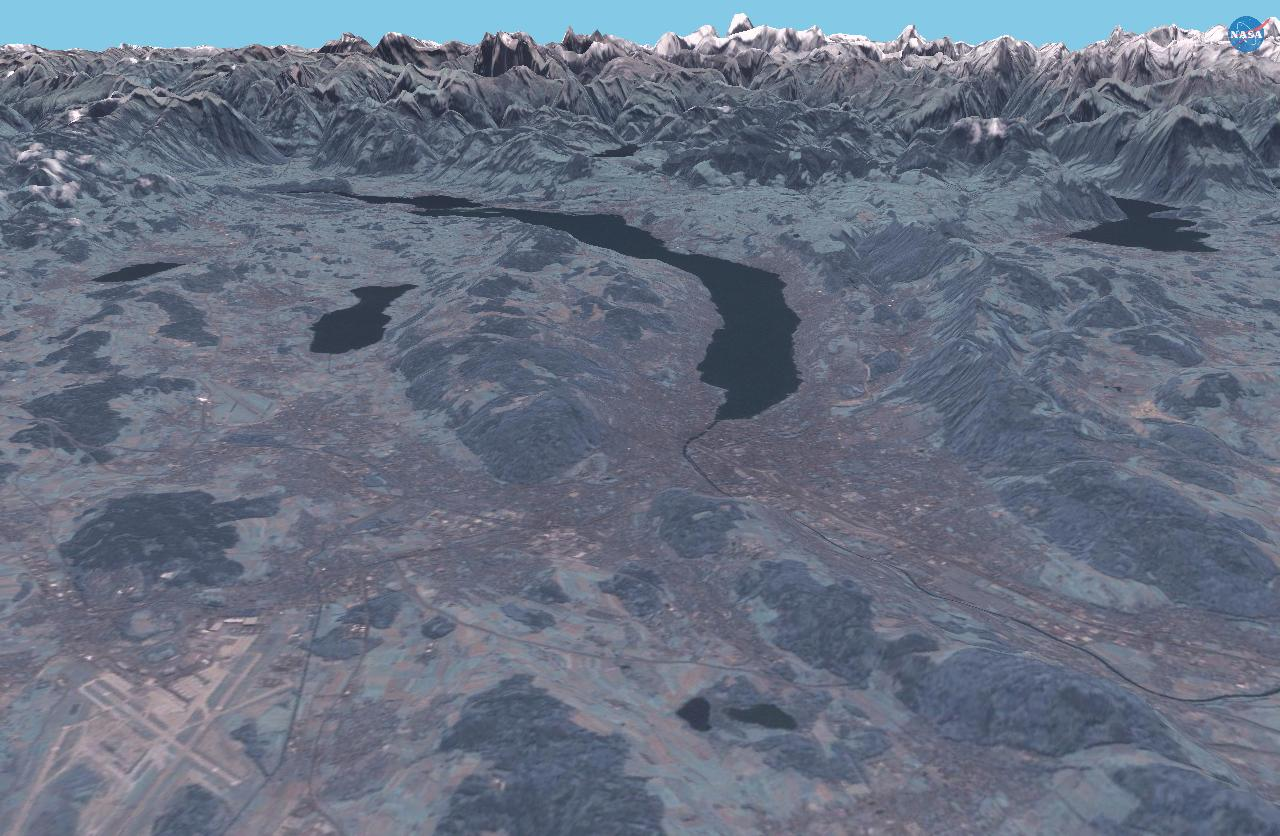
Auf Landsat-7-Bildern beruhenden Darstellung der Region Zürich mit Höhenzug von Käfer-/Waidberg, Hönggerberg und Gubrist am rechten unteren Bildrand

Der Höhenzug verläuft nordwestlich der Innenstadt zwischen dem Limmattal und dem Furttal, auf dem Gebiet der Stadtquartiere Wipkingen und Höngg (Kreis 10) sowie Affoltern (Kreis 11).
Die höchsten Punkte erheben sich rund 200 Meter über dem Niveau der Limmat beim Letten, als Teil einer längeren, mehrheitlich bewaldeten Hügelkette zwischen Wipkingen und Würenlos, welche die Wasserscheide zwischen der Limmat und der Glatt markiert.
Von Nordwesten nach Südosten nimmt die Höhe der Hügelkuppen zu: Hönggerberg (541 m ü. M.) und Käferberg mit Waidberg (571 bzw. 582 m ü. M.) sowie Zürichberg (676 m ü. M.) und Adlisberg (701 m ü. M.), die westlichen Ausläufer des Höhenzugs des Pfannenstiels (853 m ü. M.).
Östlich des Käferbergs, wird das 'grüne Band' von Siedlungsgebiet unterbrochen, wo sich die Stadt Zürich über die tiefste Stelle des Hügelzugs, zwischen Bucheggplatz (472 m ü. M.)  und Milchbuck (476 m ü. M.), ins Furttal (Affoltern), nach Oerlikon / Zürich Nord und ins Glatttal (Schwamendingen/Hirzenbach) ausbreitet.

## Geschichte

Radiosender auf dem Hönggerberg (1924)

Seinen Namen haben der Käferberg und die Käferholzstrasse nach einem Waldstück mit einer grossen Ansammlung von Käfern, vorwiegend Maikäfer.
Der Flurname Waid leitet sich vermutlich von Weidegebiet am Käferberg ab.
Höngg geht auf eine alamannische Ansiedlung namens Hoinga respektive Hohinco, Hoenkain und villa Hoenka zurück.
Zusammen mit 15 Bollwerken, weiteren Schanzen und Letzinen weit ausserhalb der damaligen Stadt war der Käferberg im 17. Jahrhundert ein Bestandteil der sogenannten dritten Stadtbefestigung.
1902 wurde das Kurhaus Waidberg gegründet.
In den Häusern Zur Waid wurde ab dem Jahr 1907 ein Krankenheim betrieben. 1918 wurde das alte Waidgut ein städtisches Krankenheim, das 1962/63 abgerissen und durch das heutige Gesundheitszentrum für das Alter Käferberg ersetzt wurde.
Im Zuge der Eingemeindung trat die Bürgergemeinde Höngg ihr Waldgebiet auf dem Käferberg im Jahr 1934 an die Stadt Zürich ab, die übrigen Stadtwaldungen sind punktuell in Stadtbesitz übergegangen. Auch heute befinden sich auf dem Käferberg / Waidberg grössere, zusammenhängend landwirtschaftlich genutzte Flächen in direkter Nachbarschaft der „Science City“ (ETH Hönggerberg).

## Öffentlicher Verkehr

### Tram und Bus (VBZ)
Die Verkehrsbetriebe Zürich (VBZ) machen das Wohn- und Naherholungsgebiet mit öffentlichen Verkehrsmitteln gut zugänglich: Diverse Autobuslinien erschliessen das Gebiet rund und auf dem Käferberg.
Die Buslinie 80 überquert auf der Strecke vom Triemlispital über den Bahnhof Altstetten nach Affoltern zum Bahnhof Oerlikon den Käferberg in Nord-Süd-Richtung. Der ETH-Standort wird neben der Linie 80 von Osten durch die Buslinie 69 und von Nordwesten (Bahnhof Affoltern) durch die Buslinie 37 bedient. Zwei Shuttle-Verbindungen bringen Mitarbeitende und Studierende direkt vom Zürich Hauptbahnhof und vom Hauptgebäude zum Campus. Zu Stosszeiten sind die Busse oft voll ausgelastet. Nach der geplanten Elektrifizierung der Linien 69 und 80 sollen grössere Busse zum Einsatz kommen.
Die hochgelegenen Teile von Höngg werden durch die Linie 38 erschlossen (Waidspital–Meierhofplatz–Hönggerberg). Die Tramlinie 13 und die Trolleybuslinie 46 bedienen den unteren Hügelbereich von Höngg bis Frankental und Rütihof.
Auf der Nordseite fährt die Linie 40 (Bucheggplatz—Friedhof Nordheim–Affoltern–Seebach) und noch etwas weiter vom Käferberg entfernt der Trolleybus 32 sowie die Buslinien 61 und 62.

### S-Bahn Zürich
Die Käferberglinie ist die zweite Verbindung zwischen Oerlikon und dem Hauptbahnhof. Sie wurde 1969 als Direktverbindung zwischen Oerlikon und Altstetten für Güterzüge gebaut. 1979 wurde die Doppelspurbrücke zum Hauptbahnhof Zürich mit der Haltestelle Hardbrücke eröffnet, und seit 1990 ist die Anbindung an die S-Bahn Zürich ins Limmattal sichergestellt. Die Käferberglinie wird von der S5, S6, S7 und S16 befahren.

Käferbergtunnel – neben Wipkingertunnel, Weinbergtunnel (ab 2013) und Zürichbergtunnel die westlichste Eisenbahnverbindung innerhalb der Stadt Zürich ins Glatttal

Der Käferbergtunnel ist ein 2'119 Meter langer, doppelspuriger Eisenbahntunnel und Teil der SBB-Käferberglinie, als zweite Verbindung zwischen Glatttal und Limmattal, unter Umfahrung des bereits in den 1960er Jahren überlasteten Zürcher Hauptbahnhofs (HB).
Zusammen mit dem Tunnel wurde 1969 der im Süden anschliessende, einspurige Hardturmviadukt I zum Bahnhof Altstetten eröffnet und diente ausschliesslich dem Güterverkehr zum heutigen  Rangierbahnhof Limmattal (RBL). Seit Eröffnung (1982) des doppelspurigen Hardturmviadukt II verwenden auch regelmässig Personenzüge den Käferbergtunnel zum Bahnhof Oerlikon, zwischen 1982 und 1990 insbesondere den Intercity-Verkehr via Flughafenlinie.
Mit Betriebsaufnahme der S-Bahn Zürich im Mai 1990 wurde der auf dem Hardturmviadukt II liegende Bahnhof Zürich Hardbrücke stark ausgebaut und zum betrieblichen Endpunkt der Hirschengrabenlinie, dem Herzstück der S-Bahn. Dadurch verkehren seit 1990 alle S-Bahnen, die Oerlikon bedienen und das Herzstück befahren, zwingend durch den Käferbergtunnel.
Der einröhrige, doppelspurige Weinbergtunnel bildet seit 2013 das Herzstück der Durchmesserlinie Altstetten–Zürich HB–Oerlikon (DML), der dritten Eisenbahnstrecke zwischen dem Zürcher Hauptbahnhof und dem Bahnhof Oerlikon. Der Tunnel dient der Kapazitätssteigerung und macht den Richtungswechsel im Kopfbahnhof auf den Verbindungen Wiedikon–Oerlikon und Altstetten–Oerlikon überflüssig.

## Individualverkehr
Über den Sattel bei der „Science City“ führt eine gut ausgebaute Strassenverbindung (Emil Klöti-Strasse) ins nördlich liegende Quartier Affoltern, umfährt im Westen den ETH-Campus und ist in diesem Bereich richtungsgetrennt ausgebaut – der Campus ist durch ein Brückenbauwerk (Einstein-Brücke) und verschiedene Rampen an die Strasse angebunden, aber auch mit den erwähnten Buslinien 69 und 80 sowie einer dem studentischen Betrieb vorbehaltenen Busverbindung zum ETH-Zentrum gut erschlossen. Gemäss dem im Mai 2018 veröffentlichten Masterplan Campus Hönggerberg 2040 sollen unter anderem zwei neue Hochhäuser gebaut werden, was die Erschliessungsproblematik über die Busverbindungen weiter verschärfen wird.

## Ausflugsziele und Sehenswürdigkeiten
Die gegen Süden exponierte Hangflanke des Waidberg-Käferbergs ist ein beliebtes Zürcher Naherholungsgebiet. Hier gedeihen magere Trespenwiesen, eine Seltenheit in der dicht besiedelten Stadt, auf denen Flockenblumen, Wiesensalbei und Witwenblumen blühen und Zauneidechsen einen raren Lebensraum finden. Insbesondere auf der südlichen Höhenseite haben Schrebergärten eine lange Tradition, aber auch an der östlichen und nördlichen Hügelflanke.
Sportlich Interessierte finden sich am Laufträff und auf dem Vitaparcours oder unternehmen Wanderungen auf dem Höhenrücken bis nach Baden.
Zwei Restaurants, eines mit beeindruckender Sicht auf die Glarner Alpen und über die gesamte Innenstadt hinweg und das andere inmitten des weitläufigen Waldgebietes auf dem Gipfelplateau, sind stark frequentiert.
Oberhalb des Stadtspitals Waid und des Pflegezentrums sind eine private Rehzucht und ein Waldkindergarten nicht nur Anwohnern bekannte 'lokale Attraktionen'. Überregionale Bekanntheit geniesst das auf 32 °C beheizte Wärmebad Käferberg, mit Mehrzweckbecken von 25 × 10 Metern, Ruheraum, Turnhalle, einer behindertengerechten Architektur und Aussen-Liegewiese, mit einer Sicht über die Stadt Zürich, den Zürichsee und bis in die Glarner Alpen.

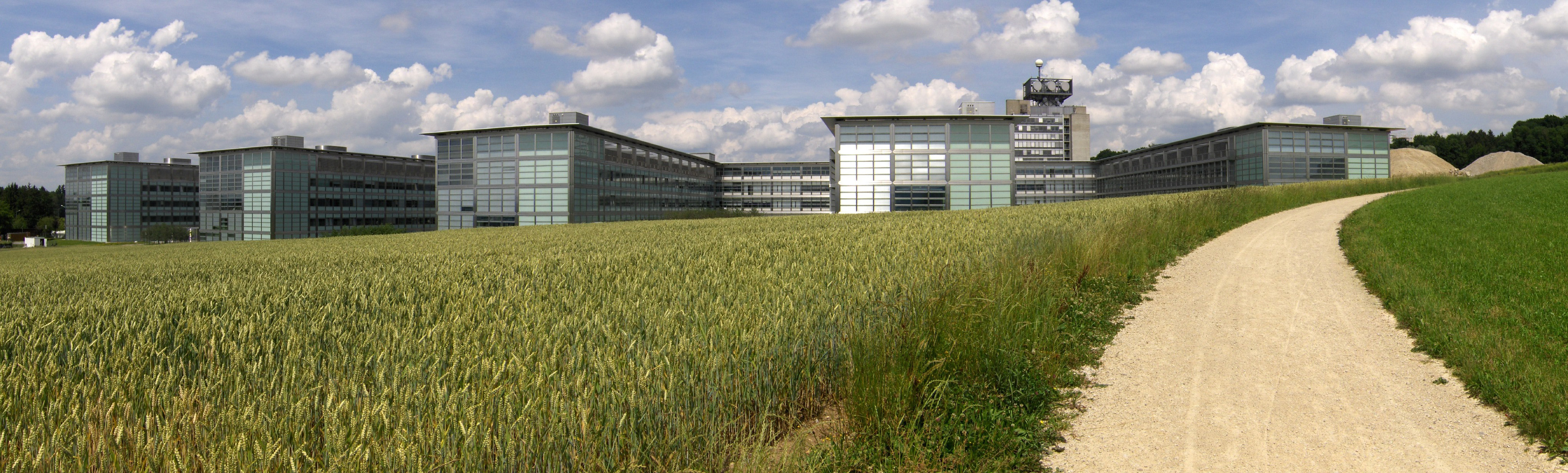
Die ETH Hönggerberg von Süden aus gesehen. Im Bild die fünf „Finger“ des HCI (Chemie), dahinter der hohe Bau des HPP (Physik) mit Wetterstation auf dem Dach

Auf dem Sattel zwischen Hönggerberg und Käferberg liegt „Science City“, der Campus ETH Hönggerberg der ETH Zürich. Er beherbergt die Departemente Chemie, Physik, Materialwissenschaften, Architektur, Bauingenieurwesen und Biologie.
Die ETH beabsichtigt im Umfeld der Lehr- und Forschungseinrichtungen der Science City ein Wohnquartier für Studierende und Forschende, sowie weitere, auf studentische Belange ausgerichtete Einkaufsmöglichkeiten und Cafés im Zentrum zu errichten.

## Bilder

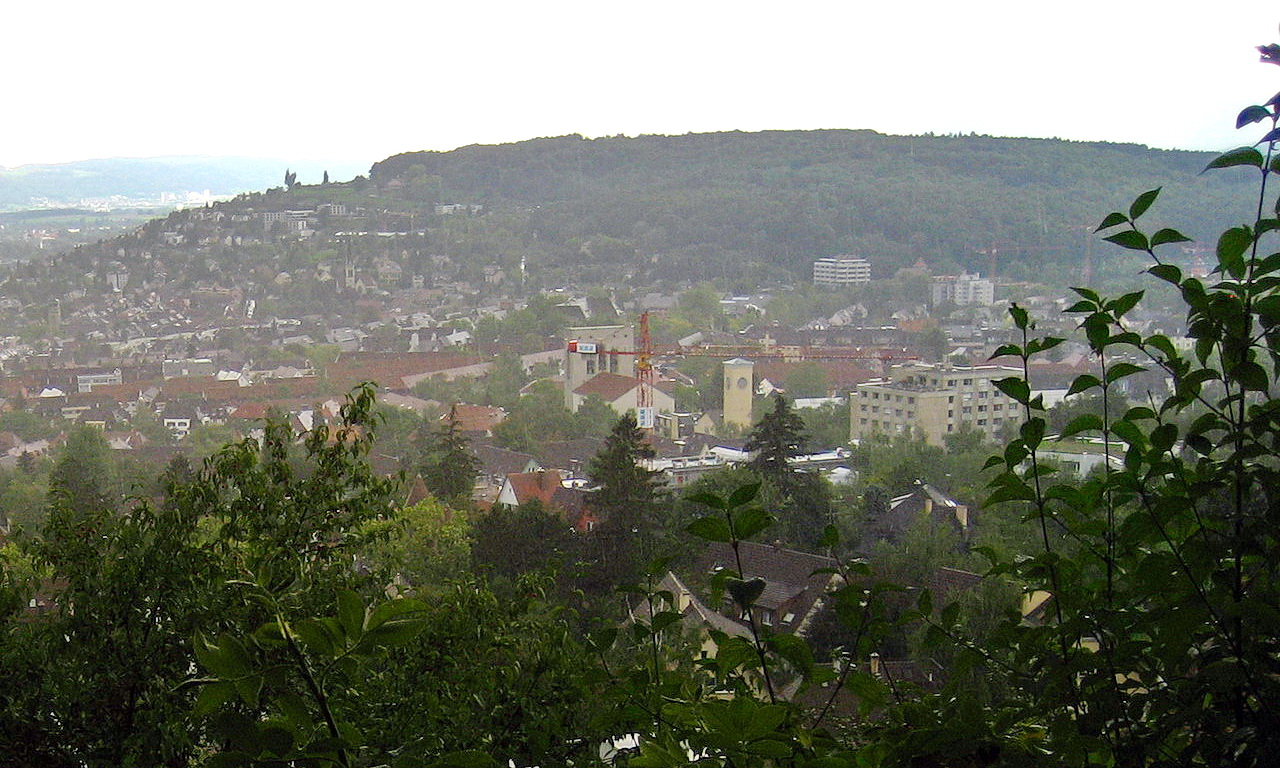
Käferberg, Ansicht von Osten
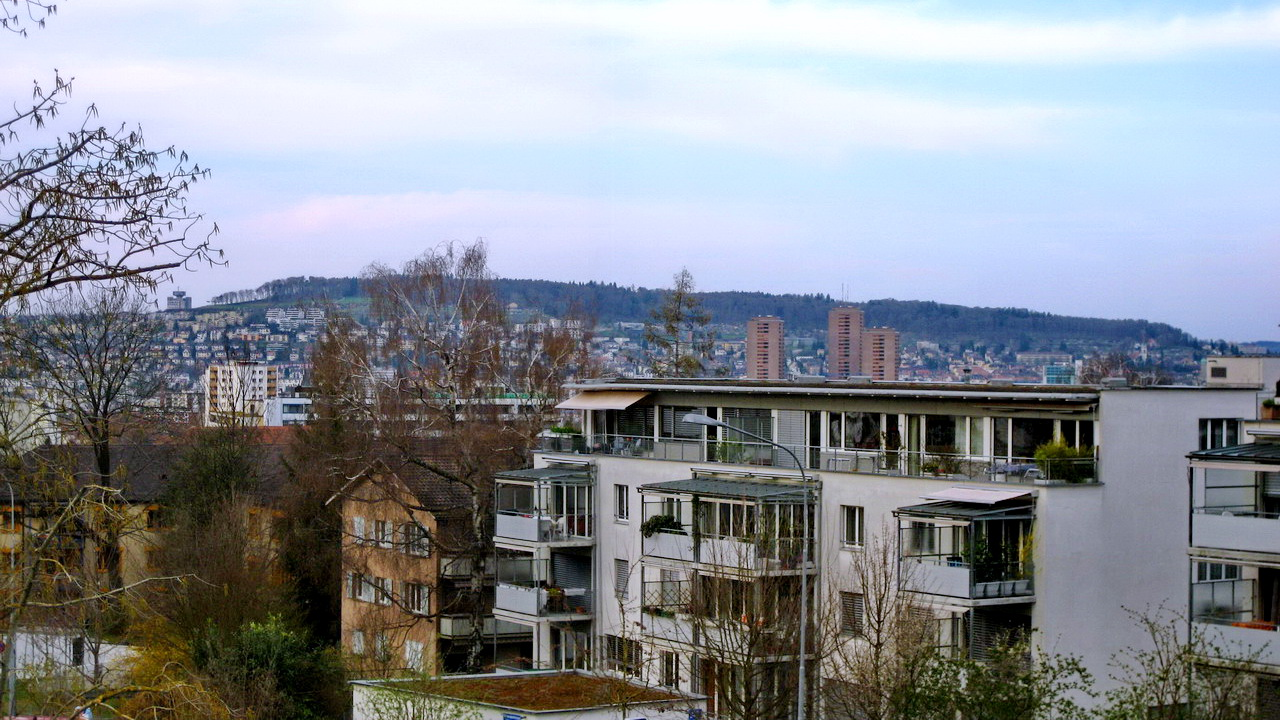
Käferberg-Waidberg, Ansicht von Süden (Triemlispital)
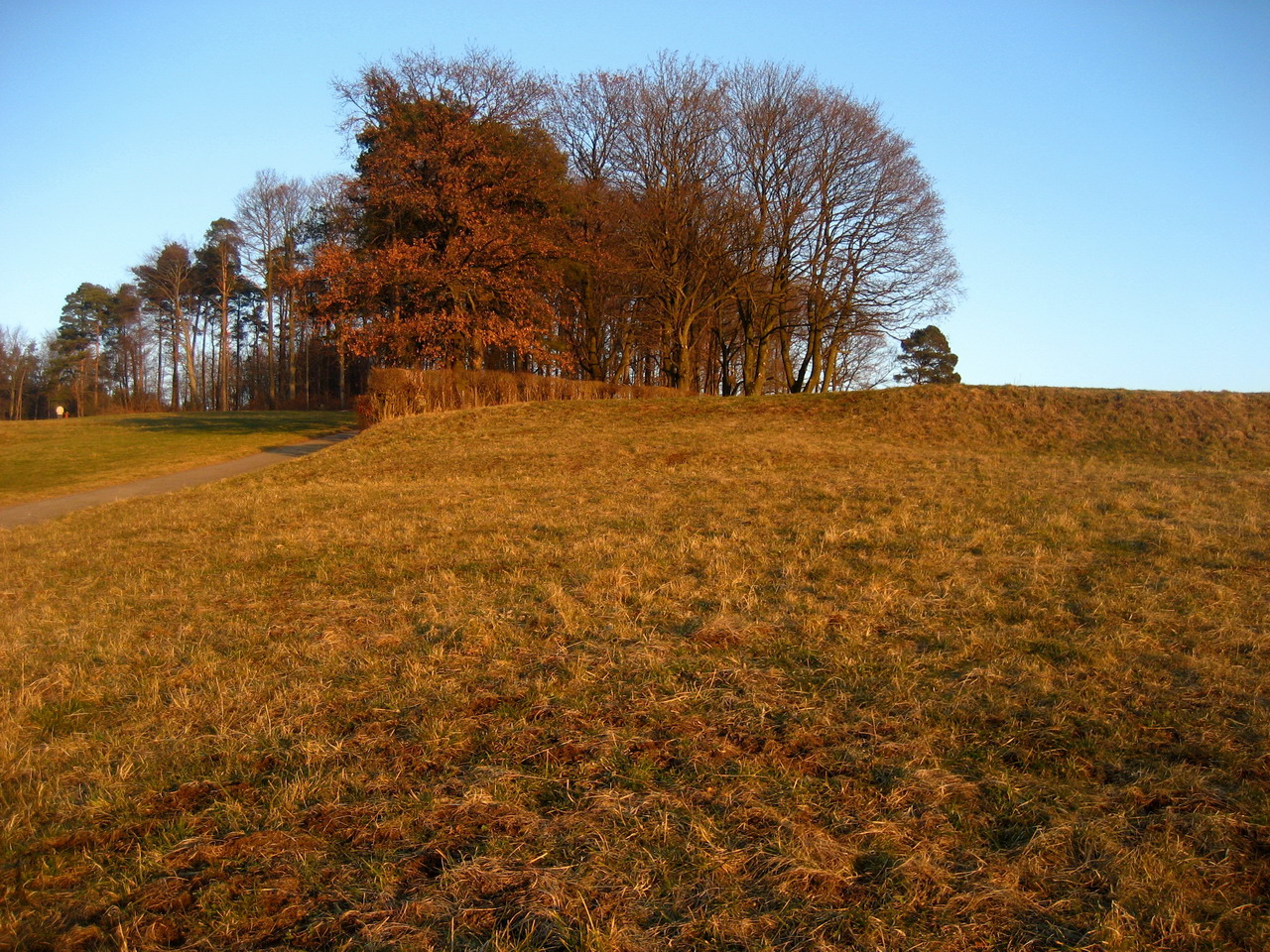
Waidberg, Ansicht von Westen (Nähe ETH Hönggerberg)
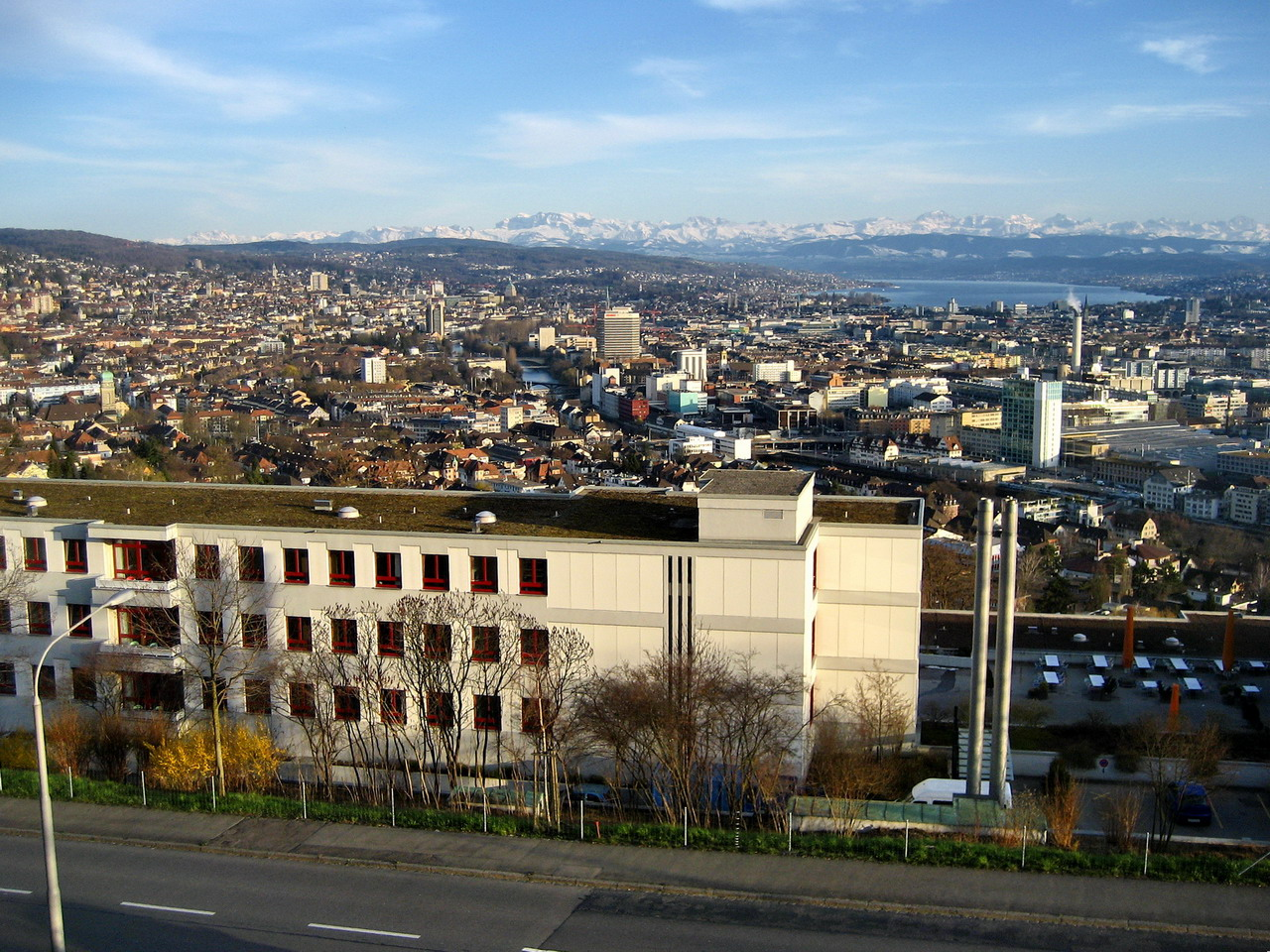
Pflegezentrum Käferberg, Innenstadt, Zürichsee und Glarner Alpen
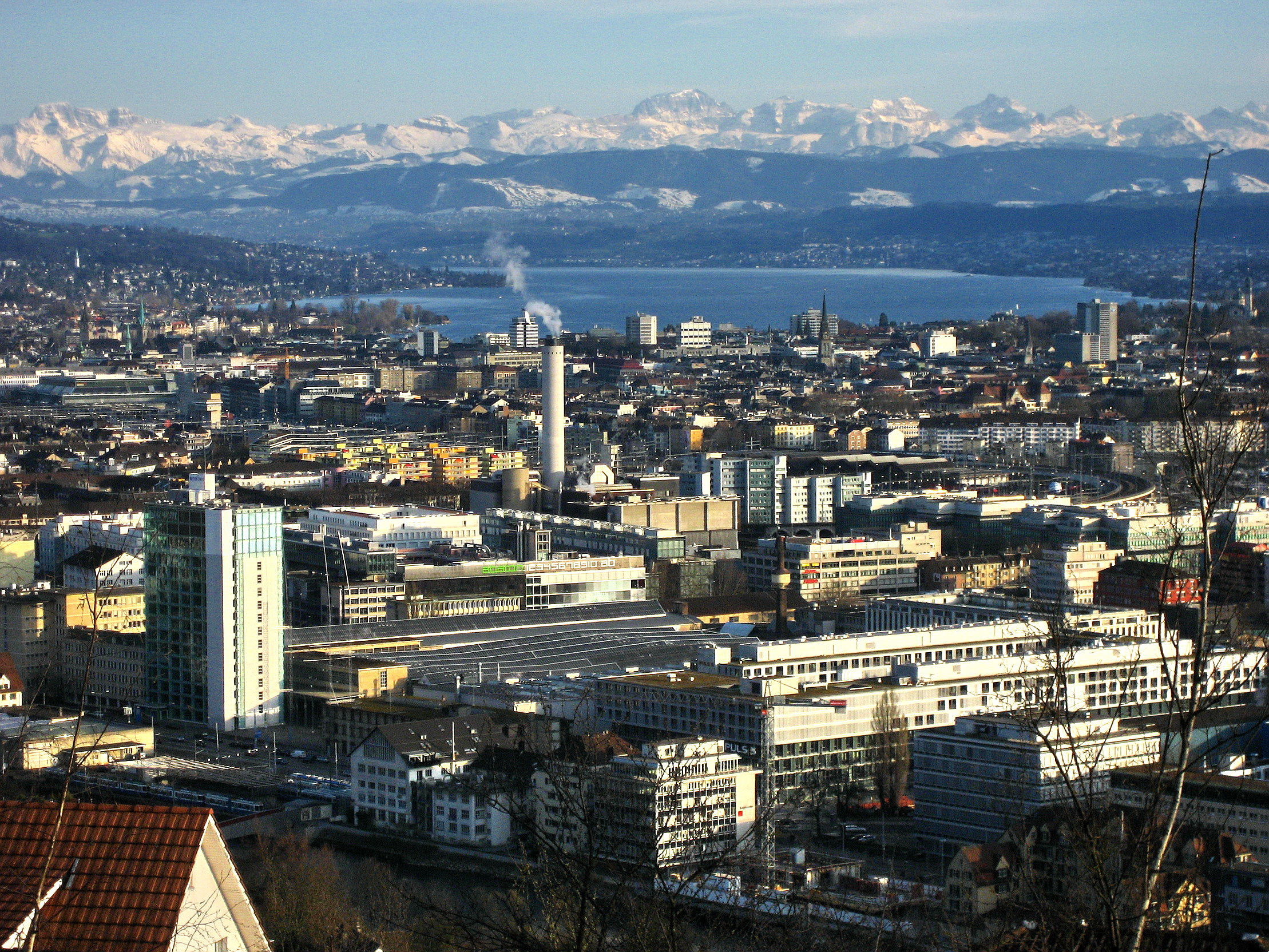
Käferberg, Blick über Stadtzentrum, Zürichsee und Glarner Alpen
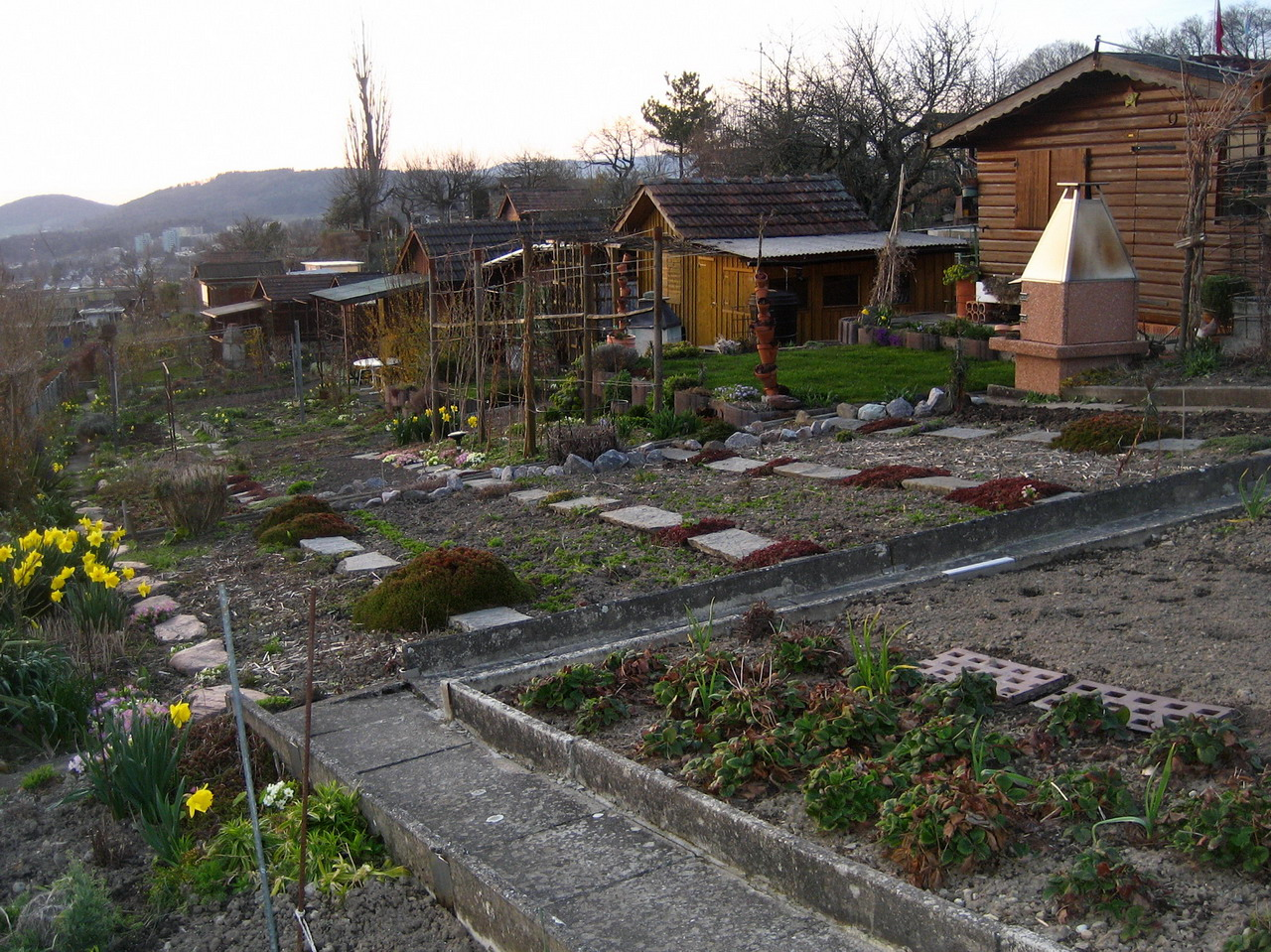
Schrebergärten am Südhang
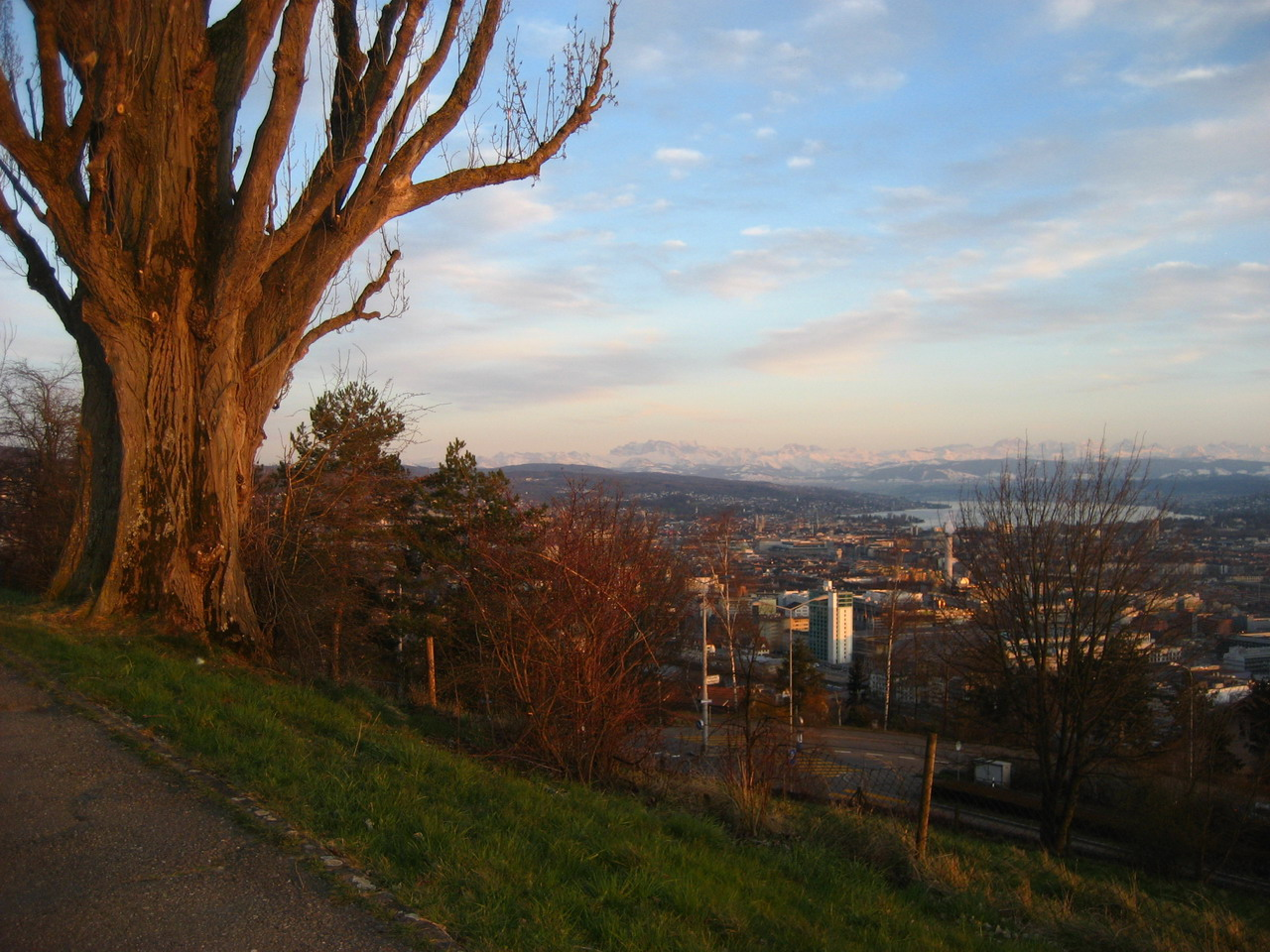
Waidberg, Sicht auf Innenstadt